# 尾道市因島フラワーセンター
尾道市因島フラワーセンター（おのみちしいんのしまフラワーセンター）は、広島県尾道市因島に位置する植物園。因島フラワーセンターとも呼ばれる。

## 沿革
- 1990年4月 - 広島県立因島フラワーセンターとして開園。財団法人県農林振興センターが管理運営。
- 2004年 - 広島県が因島市（当時）に運営の移管を提示。
- 2006年1月10日 - 因島市が瀬戸田町と共に尾道市と合併、移管のための協議を引き継ぐ。
- 2006年9月1日 - 広島県より尾道市へ管理運営を移管。翌年4月まで改修を行う。
- 2007年4月 - 指定管理者としてイズミ関連会社のイデオ（現・イズミテクノ）が運営にあたる。
- 2012年4月1日 - 約2500万円で委託していた指定管理者との契約を更新せず無料化、年間支出は1000万円程度とする。このため年4回程度の花壇の入れ替えも減らすとされる[1]。

## 概要
旧・因島市は造船の町であったが、不況のあおりであらたな町作りとして「水軍と花とフルーツの島」を掲げた。その中で、広島県の因島地域振興策の一環として1989年に開催された海と島の博覧会で会場として使われた後、翌年1990年に広島県立因島フラワーセンターとして正式オープンした。その後、広島県は財政改革のもと、因島市への移管かフラワーセンターの廃止を迫り、紆余曲折を経て因島市と合併した尾道市が引き継ぐこととなった。
入場門を入るとまず広大な上り坂の芝生と大花壇があり、一番奥に温室がある。大花壇では四季折々の花（サルビア、マリーゴールド、ベゴニアやパンジーなど）が植えられ、階段花壇にはおよそ3万本のマリーゴールドが植えられている。温室にはフラワートンネルと呼ばれる花の壁や亜熱帯性植物や食虫植物などが展示されている。花木は総計9万5000本植えられている。また、予約すれば屋外バーベキューを楽しむこともできる。
2012年4月1日より入園料が無料化され、売店が閉鎖されるなど、展示内容は今後変更される予定。

## 入園データ
- 住所：尾道市因島重井町伊浜1182-1
- 開園時間：9:00 - 17:00
- 休園日：毎週火曜（火曜が祝日の場合は営業、翌日休業）、12月28日 - 1月4日
- 入場料金：無料

## 交通アクセス

### 公共交通（バス）
- 広島市内からフラワーライナー乗車
- 福山市内からシトラスライナー乗車
- JR西日本新尾道駅・尾道駅から因島（土生港）行き乗車
  - いずれも因島インター入り口バス停下車、徒歩2kmもしくは鬼岩バス停下車、フラワーセンター行きバスに乗り換え。

### フェリー
三原港から乗船、重井西港下船、徒歩2km。

### 道路
- 西瀬戸自動車道（しまなみ海道）
  - （尾道方面から）因島北インターチェンジより2km
  - （今治方面から）因島南インターチェンジより6km